# Tarcal
Tarcal é um município da Hungria, situado no condado de Borsod-Abaúj-Zemplén. Tem 53,72 km² de área e sua população em 2015 foi estimada em 2.866 habitantes.